# Kintetsu Railway

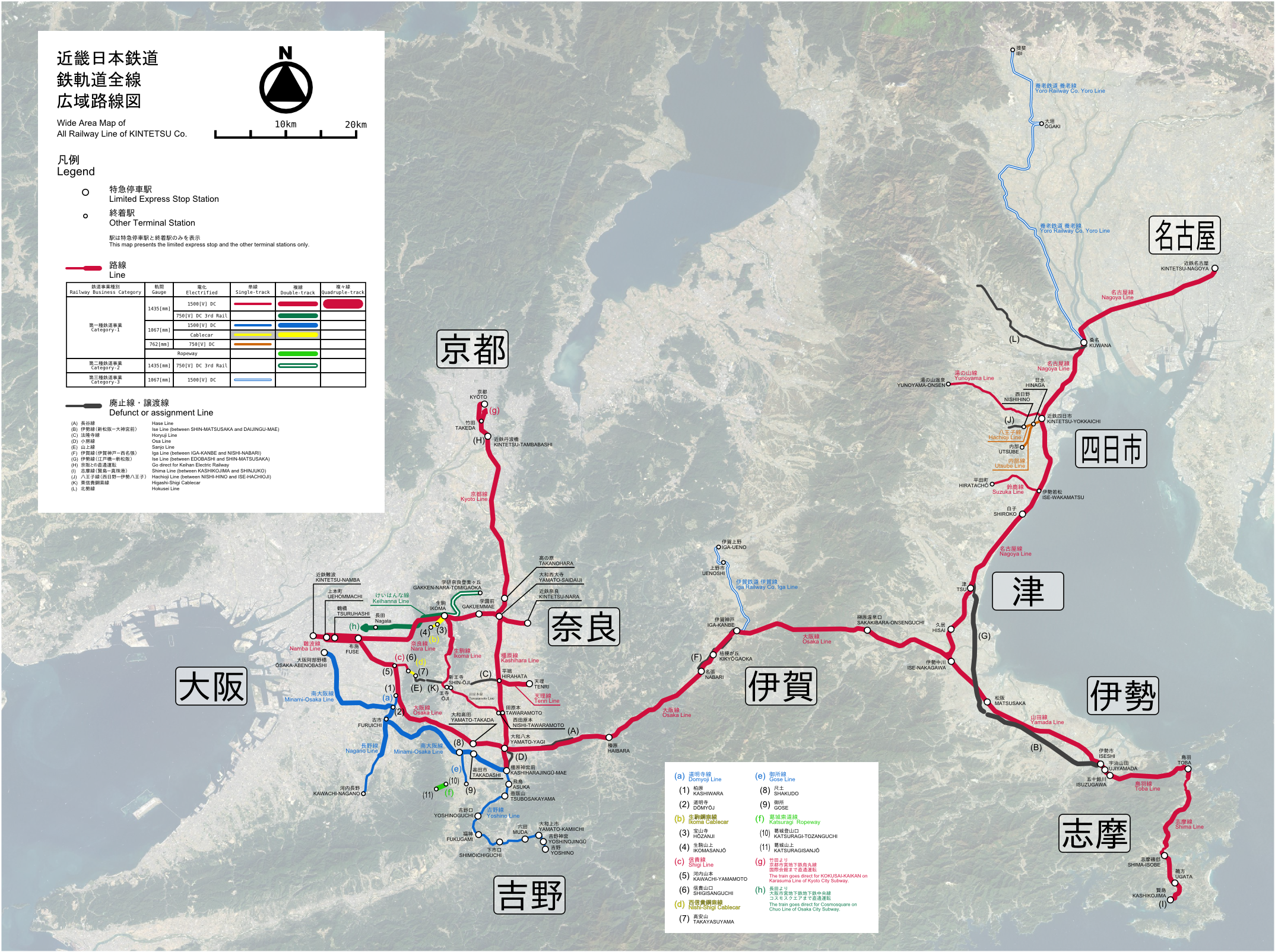
A Kintetsu Railway vasúthálózata

A Kintetsu Railway Co., Ltd. (近畿日本鉄道株式会社; Hepburn: Kinkinippon Tetsudō Kabushiki-gaisha), más néven Kintetsu (近鉄) vagy KR japán magán vasúti társaság.
A cég 2007 májusában bevezette a PiTaPa okoskártya jegyrendszert.